# آرشي بارتون
آرشي بارتون (بالإنجليزية: Archie Barton)‏ هو ناشط سياسي أسترالي، ولد في مارس 1936 في جنوب أستراليا في أستراليا، وتوفي في 18 أكتوبر 2008 في مقاطعة كيندونا في أستراليا.